# Roberto Insigne
Pour les articles homonymes, voir Insigne (homonymie).
Roberto Insigne, né le 11 mai 1994 à Frattamaggiore (Italie), est un footballeur italien, qui évolue au poste d'ailier droit à l'US Avellino.
Son frère aîné, Lorenzo, est également footballeur

## Biographie
Le 25 octobre 2020, il l'affronte lors du match Benevento - Napoli (1-2), lors duquel il ouvre le score, avant que ce dernier n'égalise : les deux frères ont marqué pour deux équipes différentes lors du même match. La seule autre fois où un tel évènement se produisit dans l'histoire de la Serie A fut le 4 décembre 1949, lorsque István Nyers ouvrit le score pour l'Inter et Ferenc Nyers réduisit l'écart pour la Lazio.

## Palmarès

### En club
| AC Pérouse Calcio - Championnat d'Italie D3 - Champion en 2014 (en) - Supercoupe d'Italie D3 - Champion en 2014 (it) |  | Benevento Calcio - Championnat d'Italie D2 - Champion en 2020 |  | Frosinone Calcio - Championnat d'Italie D2 - Champion en 2023 |